# Natsumi Hoshi

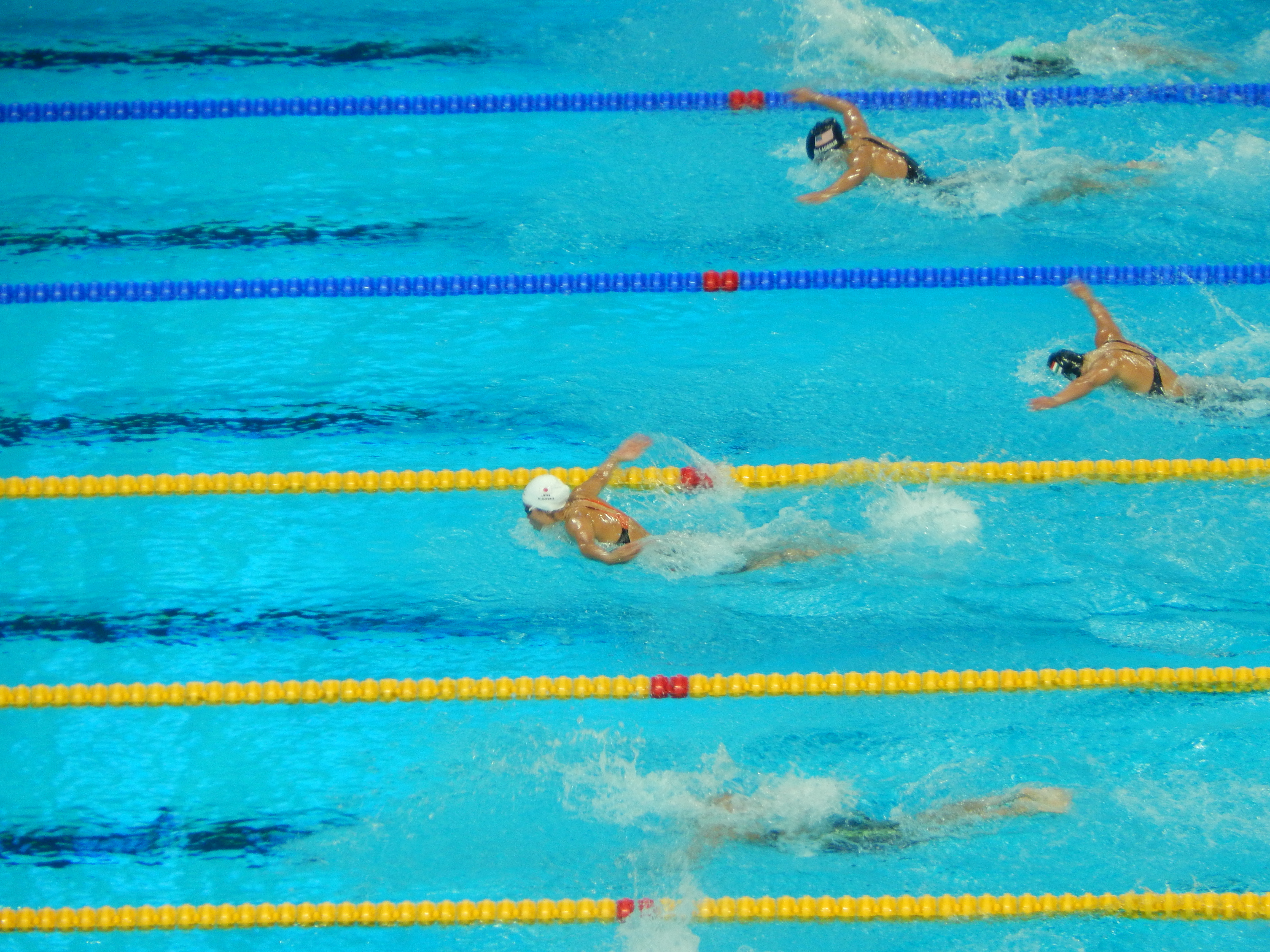
Hoshi (tweede van onder) op weg naar de wereldtitel tijdens de wereldkampioenschappen van 2015.

Natsumi Hoshi (Japans: 星 奈津美, Hoshi Natsumi) (Koshigaya, 21 augustus 1990) is een Japanse zwemster. Ze vertegenwoordigde haar vaderland op de Olympische Zomerspelen 2008 in Peking, op de Olympische Zomerspelen 2012 in Londen en op de Olympische Zomerspelen 2016 in Rio de Janeiro.

## Carrière
Bij haar internationale debuut, op de Olympische Zomerspelen van 2008 in Peking, werd Hoshi uitgeschakeld in de halve finales van de 200 meter vlinderslag.
Tijdens de Pan Pacific kampioenschappen zwemmen 2010 in Irvine eindigde de Japanse als vijfde op de 200 meter vlinderslag, op de 100 meter vlinderslag strandde ze in de series. Op de Aziatische Spelen 2010 in Kanton veroverde Hoshi de zilveren medaille op de 200 meter vlinderslag, daarnaast eindigde ze als zesde op de 100 meter vlinderslag en als achtste op de 50 meter vlinderslag.
In Shanghai nam de Japanse deel aan de wereldkampioenschappen zwemmen 2011. Op dit toernooi eindigde ze als vierde op de 200 meter vlinderslag, het verschil met de nummer drie, olympisch kampioene Liu Zige, bedroeg slechts één honderdste seconde. Op de 100 meter vlinderslag werd ze uitgeschakeld in de series.
Tijdens de Olympische Zomerspelen van 2012 in Londen sleepte Hoshi de bronzen medaille in de wacht op de 200 meter vlinderslag. Ze finishte achter de Chinese Jiao Liuyang en de Spaanse Mireia Belmonte. Daarnaast strandde ze in de series van de 100 meter vlinderslag.

### 2013-heden
Op de wereldkampioenschappen zwemmen 2013 in Barcelona eindigde de Japanse als vierde op de 200 meter vlinderslag. Op de 100 meter vlinderslag werd ze uitgeschakeld in de halve finales. Samen met Aya Terakawa, Satomi Suzuki en Haruka Ueda eindigde ze als vijfde op de 4x100 meter wisselslag.
In Gold Coast nam Hoshi deel aan de Pan-Pacifische kampioenschappen zwemmen 2014. Op dit toernooi behaalde ze de zilveren medaille op de 200 meter vlinderslag, daarnaast eindigde ze als elfde op de 100 meter vlinderslag. Op de 4x100 meter wisselslag eindigde ze samen met Sayaka Akase, Kanako Watanabe en Miki Uchida op de vierde plaats. Tijdens de Aziatische Spelen 2014 in Incheon veroverde de Japanse de zilveren medaille op de 200 meter vlinderslag. Op de 100 meter vlinderslag eindigde ze op de vierde plaats. Samen met Shiho Sakai, Kanako Watanabe en Miki Uchida sleepte ze de gouden medaille in de wacht op de 4x100 meter wisselslag.
Op de wereldkampioenschappen zwemmen 2015 in Kazan werd Hoshi wereldkampioene op de 200 meter vlinderslag. Daarnaast strandde ze in de halve finales van de 100 meter vlinderslag. Op de 4x100 meter wisselslag werd ze samen met Sayaka Akase, Kanako Watanabe en Miki Uchida gediskwalificeerd in de finale.
Tijdens de Olympische Zomerspelen van 2016 in Rio de Janeiro behaalde de Japanse de bronzen medaille op de 200 meter vlinderslag. Op de 100 meter vlinderslag werd ze uitgeschakeld in de halve finales.

## Internationale toernooien
| Jaar | Olympische Spelen                       | WK langebaan                                                    | WK kortebaan  | PanPacs                                                        | Aziatische Spelen                                           |
| ---- | --------------------------------------- | --------------------------------------------------------------- | ------------- | -------------------------------------------------------------- | ----------------------------------------------------------- |
| 2008 | 10e 200m vlinderslag                    |                                                                 | geen deelname |                                                                |                                                             |
| 2009 |                                         | geen deelname                                                   |               |                                                                |                                                             |
| 2010 |                                         |                                                                 | geen deelname | 19e 100m vlinderslag 5e 200m vlinderslag                       | 8e 50m vlinderslag · 6e 100m vlinderslag · 200m vlinderslag |
| 2011 |                                         | 25e 100m vlinderslag 4e 200m vlinderslag                        |               |                                                                |                                                             |
| 2012 | 23e 100m vlinderslag · 200m vlinderslag |                                                                 | geen deelname |                                                                |                                                             |
| 2013 |                                         | 16e 100m vlinderslag 4e 200m vlinderslag 5e 4x100m wisselslag   |               |                                                                |                                                             |
| 2014 |                                         |                                                                 | geen deelname | 11e 100m vlinderslag · 200m vlinderslag · 4e 4x100m wisselslag | 4e 100m vlinderslag · 200m vlinderslag · 4x100m wisselslag  |
| 2015 |                                         | 14e 100m vlinderslag · 200m vlinderslag · DSQ 4x100m wisselslag |               |                                                                |                                                             |
| 2016 | 11e 100m vlinderslag · 200m vlinderslag |                                                                 | 6-11 december |                                                                |                                                             |

## Persoonlijke records
Bijgewerkt tot en met 10 augustus 2016

### Kortebaan
| Afstand          | Tijd    | Datum            | Plaats |
| ---------------- | ------- | ---------------- | ------ |
| 100m vlinderslag | 58,50   | 22 februari 2009 | Tokio  |
| 200m vlinderslag | 2.05,97 | 13 november 2011 | Tokio  |

### Langebaan
| Afstand          | Tijd    | Datum            | Plaats         |
| ---------------- | ------- | ---------------- | -------------- |
| 100m vlinderslag | 58,03   | 6 augustus 2016  | Rio de Janeiro |
| 200m vlinderslag | 2.05,20 | 10 augustus 2016 | Rio de Janeiro |